# 根小屋駅
根小屋駅（ねごやえき）は、群馬県高崎市根小屋町にある上信電鉄上信線の駅。

## 歴史
- 1926年（大正15年）6月1日：開業[1]。

## 駅構造

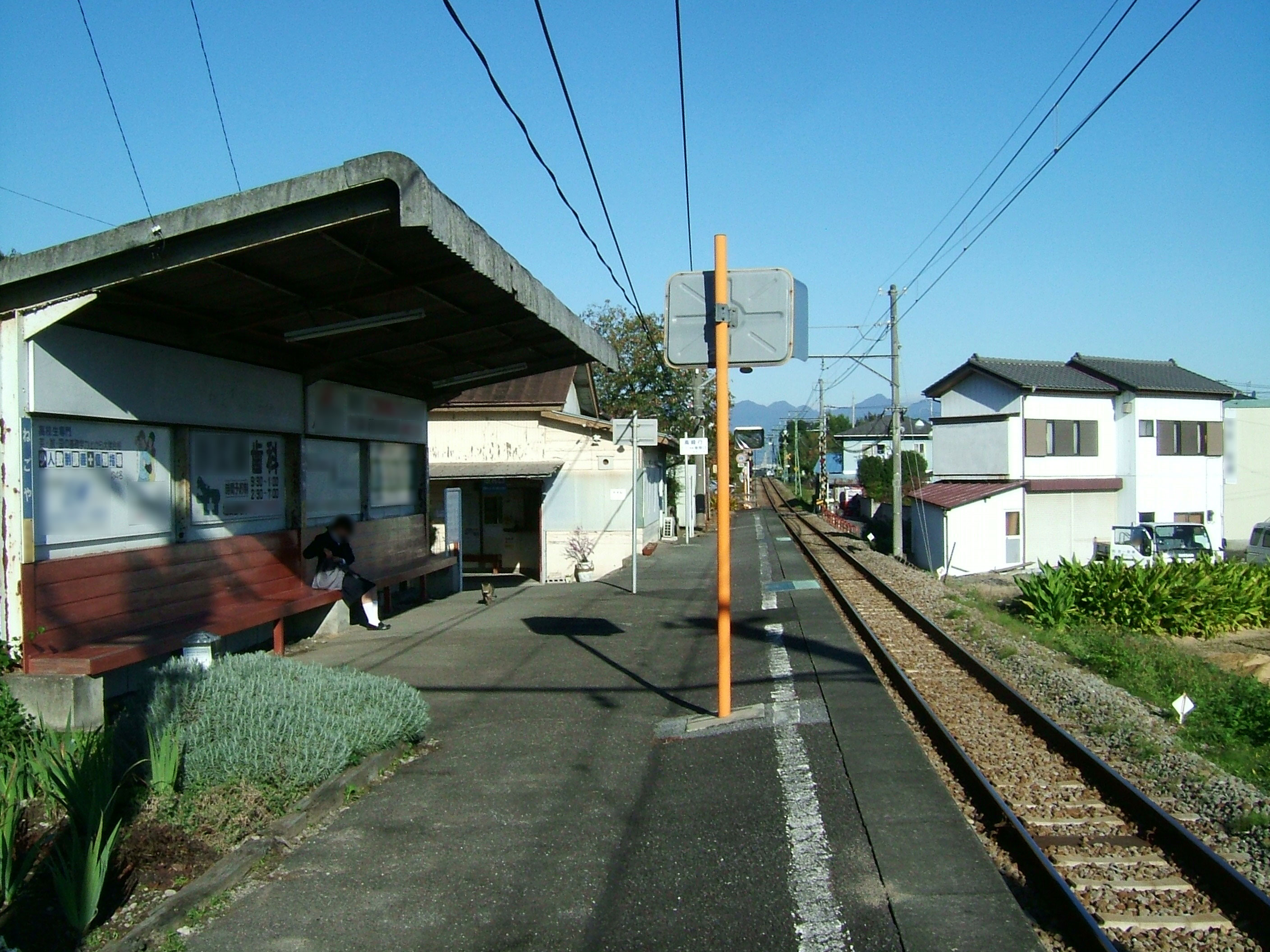
ホーム（2008年10月）

単式ホーム1面1線の地上駅である。簡易委託駅で、平日と隔週土曜は出札窓口での切符の販売及び集改札業務を行っている。自動券売機は設置されておらず、硬券と補充券で切符の販売を行っている。なお、駅舎内には水洗式便所が設置されている。

## 利用状況
1日の平均乗車人員は以下の通りである。出典は高崎市統計季報より。
| 年度   | 1日平均人数 |
| ------ | ----------- |
| 2003年 | 198         |
| 2004年 | 188         |
| 2005年 | 196         |
| 2006年 | 209         |
| 2007年 | 205         |
| 2008年 | 205         |
| 2009年 | 205         |
| 2010年 | 194         |
| 2011年 | 184         |
| 2012年 | 173         |
| 2013年 | 191         |
| 2014年 | 195         |
| 2015年 | 186         |
| 2016年 | 177         |
| 2017年 | 166         |
| 2018年 | 156         |
| 2019年 | 149         |
| 2020年 | 113         |
| 2021年 | 121         |
| 2022年 | 126         |

## 駅周辺
- 根小屋城址
- 金井沢碑
- 東京農業大学第二高等学校
- 群馬県道30号寺尾藤岡線

## 隣の駅
上信電鉄
■上信線
佐野のわたし駅 - 根小屋駅 - 高崎商科大学前駅